# Statistiche e record del Calcio Foggia 1920
Nella presente pagina sono riportate le statistiche nonché record del Calcio Foggia 1920, società calcistica italiana con sede a Foggia.

## Statistiche di squadra

### Bilancio incontri nazionali ufficiali
| Competizione                                                    | G       | V     | N     | P     | GF      | GS      |
| --------------------------------------------------------------- | ------- | ----- | ----- | ----- | ------- | ------- |
| Serie A                                                         | 358     | 95    | 120   | 143   | 360     | 476     |
| Prima Divisione                                                 | 145+17  | 75+6  | 25+3  | 46+7  | 291+32  | 193+35  |
| Serie B                                                         | 842+4   | 286+1 | 288+1 | 268+2 | 898+2   | 940+9   |
| Serie C o Serie C1/Lega Pro Prima Divisione                     | 1010+13 | 386+4 | 322+4 | 302+5 | 1279+14 | 1100+17 |
| Serie C2                                                        | 136+6   | 63+3  | 39+2  | 34+1  | 186+7   | 132+4   |
| IV Serie                                                        | 191+6   | 100   | 36    | 55+6  | 344+2   | 200+17  |
| Coppa Italia                                                    | 136     | 38    | 29    | 69    | 154     | 225     |
| Coppa Italia Semiprofessionisti o Coppa Italia Serie C/Lega Pro | 113     | 46    | 30    | 37    | 161     | 145     |
| TOTALE                                                          | 2942    | 1089  | 893   | 960   | 3603    | 3443    |

Codici:

G: Partite giocate,
V: Partite vinte,
N: Partite pareggiate,
P: Partite perse (sconfitte),
GF: Goal fatti,
GS: Goal subiti.

Da considerare nella Coppa Italia 1938-1939 Foggia-Manfredonia 0-2 a tavolino per indisponibilità del campo.
Da considerare nella Coppa Italia Serie C 1986-1987 Nola-Foggia 7-3, diventata 0-2 a tavolino.
Da considerare nella Coppa Italia Serie C 2002-2003 le partite Foggia-Martina 0-1, Fidelis Andria-Foggia 1-1 e Foggia-Brindisi 1-2 diventate 0-3 a tavolino.
Dati aggiornati fino al 30 maggio 2011 (Solo incontri ufficiali).
Fonti:
Autunno

### Bilancio tornei amichevoli e internazionali
| Competizione                   | G  | V  | N | P | GF | GS |
| ------------------------------ | -- | -- | - | - | -- | -- |
| Coppa Federale 1930-1931       | 1  | 0  | 0 | 1 | 0  | 4  |
| Coppa delle Alpi-Bis 1963-1964 | 2  | 2  | 0 | 0 | 12 | 4  |
| Coppa Rappan 1966-1967         | 6  | 4  | 0 | 2 | 6  | 3  |
| Coppa d'Estate 1977-1978       | 6  | 2  | 3 | 1 | 9  | 8  |
| Coppa Durum 1987-1988          | 2  | 0  | 0 | 2 | 1  | 5  |
| Coppa Mitropa 1992             | 1  | 0  | 1 | 0 | 2  | 2  |
| Coppa Anglo-Italiana 1995-1996 | 5  | 2  | 2 | 1 | 5  | 4  |
| Supercoppa di C2 2002-2003     | 2  | 1  | 0 | 1 | 2  | 1  |
| TOTALE                         | 25 | 11 | 6 | 8 | 37 | 58 |

Codici:

G: Partite giocate,
V: Partite vinte,
N: Partite pareggiate,
P: Partite perse (sconfitte),
GF: Goal fatti,
GS: Goal subiti.

Da considerare nella Coppa Federale 1930-1931, il Foggia avrebbe dovuto giocare un'altra partita con il Bari B, che non fu disputata poiché il Foggia si ritirò per l'irregolarità del torneo.
Dati aggiornati fino al 30 maggio 2010.
Fonti:
Autunno

### Bilancio incontri ufficiali
| Competizione                                                    | G       | V     | N     | P     | GF      | GS      |
| --------------------------------------------------------------- | ------- | ----- | ----- | ----- | ------- | ------- |
| Serie A                                                         | 358     | 95    | 120   | 143   | 360     | 476     |
| Prima Divisione                                                 | 145+17  | 75+6  | 25+3  | 46+7  | 291+32  | 193+35  |
| Serie B                                                         | 842+4   | 286+1 | 288+1 | 268+2 | 898+2   | 940+9   |
| Seconda Divisione                                               | 6+1     | 4+1   | 1     | 1     | 9+2     | 3       |
| Serie C o Serie C1/Lega Pro Prima Divisione                     | 1010+13 | 386+4 | 322+4 | 302+5 | 1279+14 | 1100+17 |
| Serie C2                                                        | 136+6   | 63+3  | 39+2  | 34+1  | 186+7   | 132+4   |
| IV Serie                                                        | 191+6   | 100   | 36    | 55+6  | 344+2   | 200+17  |
| Coppa Italia                                                    | 136     | 38    | 29    | 69    | 154     | 225     |
| Coppa Italia Semiprofessionisti o Coppa Italia Serie C/Lega Pro | 113     | 46    | 30    | 37    | 161     | 145     |
| Coppa delle Alpi-Bis 1963-1964                                  | 2       | 2     | 0     | 0     | 12      | 4       |
| Coppa Rappan 1965-1966                                          | 6       | 4     | 0     | 2     | 6       | 3       |
| Coppa Mitropa 1992                                              | 1       | 0     | 1     | 0     | 2       | 2       |
| TOTALE                                                          | 2992    | 1114  | 900   | 978   | 3701    | 3513    |

Codici:

G: Partite giocate,
V: Partite vinte,
N: Partite pareggiate,
P: Partite perse (sconfitte),
GF: Goal fatti,
GS: Goal subiti.

Dati aggiornati fino al 31 maggio 2011.
Fonti:
Autunno

### Partecipazioni

#### Campionati nazionali
| Categoria                                                              | Partecipazioni | Debutto | Ultima stagione |
| ---------------------------------------------------------------------- | -------------- | ------- | --------------- |
| Serie A                                                                | 11             | 1963-64 | 1994-95         |
| Prima Divisione/Serie B                                                | 27             | 1926-27 | 2018-19         |
| Prima Divisione/ Serie C/ Serie C1/ Lega Pro Prima Divisione/ Lega Pro | 39             | 1929-30 | 2016-17         |
| Serie C2/ Lega Pro Seconda Divisione                                   | 5              | 1999-00 | 2013-14         |
| IV Serie/ Serie D                                                      | 8              | 1952-53 | 2019-20         |

#### Coppe nazionali
| Categoria                                                                    | Partecipazioni | Debutto | Ultima stagione |
| ---------------------------------------------------------------------------- | -------------- | ------- | --------------- |
| Coppa Italia                                                                 | 47             | 1935-36 | 2018-19         |
| Coppa Italia Semiprofessionisti/ Coppa Italia Serie C/ Coppa Italia Lega Pro | 25             | 1979-80 | 2016-17         |
| Coppa Italia Serie D                                                         | 2              | 2012-13 | 2019-20         |

#### Competizioni internazionali
| Categoria            | Partecipazioni | Debutto | Ultima stagione |
| -------------------- | -------------- | ------- | --------------- |
| Coppa delle Alpi-Bis | 1              | 1964    | 1964            |
| Coppa Rappan         | 1              | 1966    | 1966            |
| Coppa Mitropa        | 1              | 1992    | 1992            |

## Record della squadra

### Primati e piazzamenti

#### A livello nazionale

Il Foggia all'esordio assoluto, nel 1923

Il Foggia esordì nel campionato di seconda divisione il 9 settembre 1923.
La stagione 2017-18 sarà dunque la sua 94ª stagione sportiva. Dal 1929, con l'introduzione del girone unico, ha giocato 11 campionati di serie A, 23 di Serie B, 19 di Serie C, 16 di Serie C1, 5 di Serie C2, e 7 di IV Serie.
Nel corso dei 11 campionati in massima serie, il Foggia ha ottenuto per tre volte il suo miglior piazzamento, ovvero il nono posto, raggiunto nel 1964-65, nel 1991-92 e nel 1993-94.
Il suo peggior piazzamento sul campo in massima serie è il 16º posto nella stagione 1994-95.
Il Foggia, è la trentasettesima squadra che ha totalizzato il maggior numero di punti nella storia del campionato di Serie A (315 punti a tutto il 15 maggio 2010).
Le quattro formazioni affrontate il maggior numero di volte dal Foggia in gare ufficiali sono, fino al 30 marzo 2011, il Catanzaro (65 scontri diretti), il Taranto (60), il Cosenza (59) ed il Lecce (52).
A livello di coppe nazionali il Foggia ha disputato 46 volte la Coppa Italia, ed in una sola occasione è arrivata in finale, nel 1968-69; mentre per 25 volte ha partecipato alla Coppa Italia Serie C, vincendola due volte, nel 2006-07 e nel 2015-16

### Partite-record della squadra

#### In campionato italiano
| In casa - Vittoria con il massimo scarto: 1/2/1948: Foggia-San Ferdinando 14-0 (14ª g. 1947-48) 31/1/1932: Foggia-Gladiator 8-0 (1ª g. 1931-32) 17/4/1932: Foggia-Arezzo 8-0 (9ª g. 1931-32) - Sconfitta con il massimo scarto: 24/05/1992: Foggia-Milan 2-8 (34ª g. 1991-92) | In trasferta - Vittoria con il massimo scarto: 4/10/1953: Olbia-Foggia 0-10 (2ª g. 1953-54) - Sconfitta con il massimo scarto: 15/10/1950: Lecce-Foggia 8-0 (4ª g. 1950-51) |

### Piazzamenti-record della squadra
| Punti - Maggior numero di punti in un campionato: - Vittoria da 2 punti: A 12 squadre: 27 (stagione 1942-43). A 13 squadre: 28 (stagione 1945-46). A 14 squadre: 42 (stagione 1947-48). A 15 squadre: 29 (stagioni 1934-35 e 1939-40). A 16 squadre: 42 (stagione 1953-54). A 17 squadre: 26 (stagione 1946-47). A 18 squadre: 47 (stagioni 1956-57 e 1959-60). A 19 squadre: 50 (stagione 1950-51). A 20 squadre: 51 (stagione 1990-91). A 21 squadre: 47 (stagione 1967-68). - Vittoria da 3 punti (dal 1994): A 18 squadre: 71 (stagione 2002-03). A 20 squadre: 85 (stagione 2016-17). - Minor numero di punti in un campionato: - Vittoria da 2 punti: A 12 squadre: 15 (stagione 1940-41). A 13 squadre: 17 (stagione 1941-42). A 14 squadre: 28 (stagione 1936-37). A 15 squadre: 29 (stagioni 1934-35 e 1939-40). A 16 squadre: 24 (stagione 1973-74). A 17 squadre: 26 (stagione 1946-47). A 18 squadre: 20 (stagione 1951-52). A 19 squadre: 50 (stagione 1950-51). A 20 squadre: 29 (stagione 1960-61). A 21 squadre: 47 (stagione 1967-68). - Vittoria da 3 punti (dal 1994): A 18 squadre: 34 (stagione 1994-95). A 20 squadre: 41 (stagione 1997-98). - Maggior punti di vantaggio sulla seconda classificata (con il Foggia primo in classifica, indipendentemente dal campionato): 11 (stagione 2016-17 Foggia 85/Lecce 74). | Reti - Maggior numero di reti segnate in un campionato: A 12 squadre: 45 (stagione 1942-43). A 13 squadre: 39 (stagione 1933-34). A 14 squadre: 59 (stagione 1947-48). A 15 squadre: 45 (stagione 1934-35. A 16 squadre: 61 (stagione 1953-54). A 17 squadre: 33 (stagione 1946-47). A 18 squadre: 78 (stagione 1956-57). A 19 squadre: 78 (stagione 1950-51). A 20 squadre: 70 (stagione 2016-17). A 21 squadre: 40 (stagione 1967-68). - Minor numero di reti segnate in un campionato: A 12 squadre: 26 (stagione 1940-41). A 13 squadre: 24 (stagione 1937-38). A 14 squadre: 38 (stagione 1936-37). A 15 squadre: 41 (stagione 1939-40. A 16 squadre: 20 (stagione 1973-74). A 17 squadre: 33 (stagione 1946-47). A 18 squadre: 22 (stagione 1965-66). A 19 squadre: 78 (stagione 1950-51). A 20 squadre: 24 (stagione 1982-83). A 21 squadre: 40 (stagione 1967-68). - Maggior numero di reti subite in un campionato: A 12 squadre: 45 (stagione 1940-41). A 13 squadre: 40 (stagione 1933-34). A 14 squadre: 31 (stagione 1936-37). A 15 squadre: 45 (stagione 1939-40. A 16 squadre: 43 (stagioni 1970-71 e 1977-78). A 17 squadre: 53 (stagione 1946-47). A 18 squadre: 62 (stagione 1949-50). A 19 squadre: 49 (stagione 1950-51). A 20 squadre: 56 (stagione 1960-61). A 21 squadre: 33 (stagione 1967-68). - Minor numero di reti subite in un campionato: A 12 squadre: 20 (stagione 1942-43). A 13 squadre: 38 (stagioni 1936-37 e 1941-42). A 14 squadre: 18 (stagione 1947-48). A 15 squadre: 37 (stagione 1934-35. A 16 squadre: 30 (stagione 1953-54). A 17 squadre: 53 (stagione 1946-47). A 18 squadre: 19 (stagione 1988-89). A 19 squadre: 49 (stagione 1950-51). A 20 squadre: 23 (stagione 1975-76). A 21 squadre: 33 (stagione 1967-68). |

- Maggior numero di vittorie in un campionato:
25 (stagione 2016-17).
- Minor numero di vittorie in un campionato:
6 (stagioni 1970-71 e 1973-74).
- Maggior numero di pareggi in un campionato:
20 (stagione 1980-81).
- Minor numero di pareggi in un campionato:
4 (stagioni 1947-48 e 1955-1956).
- Maggior numero di sconfitte in un campionato:
19 (stagione 1960-61).

- Minor numero di sconfitte in un campionato:
3 (stagione 1947-48 e stagione 2016-17).
- Maggior numero di vittorie consecutive:
10 (tra la 26ª e la 35ª giornata della stagione 2016-17).
- Più lunga serie positiva di partite (senza sconfitte):
24 (tra la 7ª e la 30ª giornata della stagione 1963-64).

|}
Fonti:  I primati rossoneri, su usfoggia.it. URL consultato il 25 aprile 2011 (archiviato dall'url originale il 29 novembre 2010). e Foggia, una squadra, una città di Pino Autunno

### Primati riferiti a partite
Prima vittoria
09/09/1923 S.C. Foggia - Garibaldino Taranto 1-0
Prima vittoria in trasferta
30/09/1923 Garibaldino Taranto - S.C. Foggia 0-1
Prima sconfitta
25/11/1923 Liberty Bari - S.C. Foggia 2-0
Prima sconfitta casalinga
09/12/1923 S.C. Foggia - Audace Taranto 0-2

### Primati riferiti a goal
Primo goal realizzato
09/09/1923 (S.C. Foggia - Garibaldino T. 1-0)
Primo gol subito
25/11/1923 (Liberty Bari - S.C. Foggia 2-0)
Primo rigore realizzato
02/01/1927 (S.C. Foggia - Ideale Bari 1-0)

## Statistiche e record individuali
Il giocatore che detiene il record di presenze in serie A, è Franco Mancini con 122, cui vanno sommate 71 presenze in serie B, e 4 in serie C1, che ne fanno complessivamente il quarto giocatore del Foggia con il maggior numero di presenze nei campionati italiani, 236.
Il record di presenze nei campionati italiani con la maglia rossonera, appartiene a Giovanni Pirazzini che, dal 1967 al 1979, scese in campo 374 volte.
Attualmente il già citato Pirazzini detiene il record assoluto di presenze ufficiali con la maglia rossonera, 424, mentre considerando anche il torneo amichevole Coppa d'Estate del 1978, Pirazzini arriva a quota 428.
Il giocatore straniero con più presenze nel Foggia è Igor' Kolyvanov, con 106 presenze.
Il giocatore del Foggia che ha segnato più gol con la maglia rossonera è Cosimo Nocera, con 111 reti, ed è anche il miglior marcatore dei "satanelli" nei campionati, con 102 gol di cui 7 su rigore.
Inoltre Nocera è il miglior marcatore del Foggia in serie A ed in serie B, il primo record è condiviso con Igor' Kolyvanov con 18 reti, mentre tra i cadetti ha segnato 54 gol. Gli altri 39 gol sono divisi in 30 in serie C e 9 in Coppa Italia.
Il giocatore che ha segnato più gol in serie C, dal 1978 chiamata serie C1, è Virgilio Nicoli, autore di 37 reti.
In serie C2, il miglior marcatore rossonero è Luigi Molino, che ha realizzato 32 gol.
Con 44 reti, Luigi Della Rocca è il primo tra i marcatori del Foggia in IV Serie.
Tra i campionati antecedenti al 1929, il capocannoniere rossonero della Prima Divisione è Alfredo Marchionneschi, con 84 gol (77+7 tra fasi finali o spareggi), mentre quello della Seconda Divisione è Giuseppe Comei, con 5 gol (3+2 negli spareggi).
Il miglior marcatore del Foggia in un campionato fu Alfredo Marchionneschi, con 29 gol (36 considerando il girone finale) in 26 gare (32 considerando il girone finale) nel campionato di Prima Divisione 1931-1932.
L'allenatore con più presenze sulla panchina foggiana è Zdeněk Zeman con 239 presenze distribuite in 7 campionati di cui: due di Serie C, due di Serie B e tre di Serie A.
Infine, Alfredo Marchionneschi e Antonio Bellotti hanno il record di marcature in una singola partita: 5 gol, segnati al Brindisi da Marchionneschi, e al Tosi Taranto da Bellotti.